# Gyód
Gyód is een plaats (község) en gemeente in het Hongaarse comitaat Baranya. Gyód telt 618 inwoners (2001).